# Elena Raffaelli
Elena Raffaelli (Rimini, 31 marzo 1979) è una politica italiana.

## Biografia
Vive a Riccione; si è laureata in scienze della mediazione linguistica e culturale. È titolare di due stabilimenti balneari a Rimini.
Nel 2009 e nel 2014 viene eletta Consigliere comunale a Riccione con la Lega; dal 13 luglio 2017 assume la carica di Assessore comunale alla sicurezza e alla protezione civile, ricoprendola fino al 12 giugno 2022.
Alle elezioni politiche del 2018 viene eletta alla Camera dei Deputati nel collegio uninominale di Rimini, sostenuta dal centro-destra (in quota Lega).
Alle elezioni politiche anticipate del 2022 viene ricandidata alla Camera, tra le liste della Lega nel collegio plurinominale Emilia-Romagna - 03 in quarta posizione, risultando non eletta.
A dicembre 2022 viene eletta all’unanimità segretaria provinciale della Lega a Rimini.